# Rafael Schächter
Rafael Schächter, né à Brăila (Roumanie) le 25 mai 1905 et mort soit gazé en 1944, soit au cours d'une marche de la mort lors de l'évacuation du camp de concentration d'Auschwitz en 1945, est un compositeur, pianiste et chef d'orchestre roumano-tchécoslovaque d'origine juive, organisateur de la vie culturelle au camp de concentration de Theresienstadt.

## Biographie
Rafael Schächter est né en Roumanie, mais a vécu à Brno (Tchécoslovaquie) à partir de 1919, où il suivit les cours de composition et de piano au Conservatoire, notamment ceux de Vilém Kurz. Après son déménagement à Prague, il achève sa formation de pianiste et bénéficie de l’enseignement du chef d’orchestre Pavel Dědeček. En 1934, il travaille auprès d’Emil František Burian au Théâtre d’avant-garde Déčko, puis à partir de 1937 avec son propre orchestre d'Opéra de chambre, il dirige des œuvres de musique de chambre baroque méconnues.
Après l’invasion de la Tchécoslovaquie par Hitler et l’instauration du protectorat de Bohème-Moravie par l’Allemagne nazie, il est contraint de restreindre ses activités musicales à des concerts privés et des cours particuliers.
D’origine juive, il est victime des persécutions nazies et déporté au camp-ghetto de Theresienstadt  le 30 novembre 1941. Schächter y organise des spectacles musicaux avec Karel Ančerl, Gideon Klein, Viktor Ullmann et d’autres, initialement pour renforcer le moral des prisonniers. Un piano est récupéré dans la ville évacuée de ses habitants et installé dans un baraquement ; une chorale est également créée. Schächter s’investit dans la représentation de diverses œuvres, qu'il accompagne parfois lui-même au piano, notamment des œuvres tchèques comme Prodaná nevěsta et Hubička de Bedřich Smetana, ainsi que des œuvres de Mozart comme les Noces de Figaro et la Flûte enchantée. Il est l'une des personnes importantes dans la mise en place de la vie culturelle à Theresienstadt, exploitée par les nazis à des fins de propagande. 
Le 16 octobre 1944, Rafael Schächter est déporté sous le numéro 943, avec 1 000 autres détenus, vers le camp d’Auschwitz. Il aurait succombé aux marches de la mort lors de l'évacuation du camp en 1945. D’autres sources font état de son assassinat dans une chambre à gaz d’Auschwitz le 18 octobre 1944.
Le souvenir de Rafael Schächter fut entretenu après la guerre par des survivants des camps, qui reconnurent à “Rafi” d’y avoir créé une Oasis d’humanité, et d’avoir renforcé leur volonté de survivre. Josef Bor écrivit en 1963 le roman Terezinské rekviem (traduit du tchèque en français : Le Requiem de Terezín), au sujet du Requiem de Verdi, que Schächter monta au camp de concentration de Terezín.

## Le Requiem
Le Requiem de Verdi fut à la fois un acte de résistance et un temps fort de la vie culturelle du camp de Terezín. Rafael Schächter fut d’emblée en conflit avec les intellectuels juifs prisonniers du camp, qui souhaitaient monter une œuvre de thématique juive, qu’il était possible de monter à Terezín, alors qu’elle était interdite partout ailleurs [réf. nécessaire]. Schächter était convaincu que, même au sein du camp, l’intrication des œuvres des artistes juifs au sein de la culture occidentale devait pouvoir s’exprimer. En septembre 1943, Schächter reçut des SS l’ordre de diriger le Requiem. Il réunit un ensemble de 120 choristes et 4 solistes. Juste après le succès de la première, tous les chanteurs excepté le chef d’orchestre et les solistes furent déportés à Auschwitz et assassinés dans les chambres à gaz. Schächter reconstitua un chœur de 120 personnes pour monter à nouveau le Requiem. En décembre 1943, quelques semaines après la représentation, le chœur fut de nouveau déporté vers l’Est. Schächter fut pour la troisième fois contraint de recruter des choristes et des musiciens. Ce dernier groupe plus modeste donna 15 représentations [réf. souhaitée].
Les SS demandèrent à Schächter d’interpréter à nouveau le Requiem de Verdi, à l’occasion d’une visite de la commission du Comité international de la Croix-Rouge le 23 juin 1944 accueillie par les SS, dont Adolf Eichmann, son adjoint Ernst Mösh et Hans Günther, chef du Bureau central du règlement de la question juive. D’après Josef Bor, qui livre une version romancée de l'histoire, Eichmann aurait trouvé ironique que les prisonniers juifs chantent eux-mêmes leur propre messe des morts. Le chœur de Schächter a notamment interprété Dies irae du Requiem de Verdi:
«Jour de colère, ce jour-là réduira le monde en cendre, David l’atteste, ainsi que la Sibylle. Quelle terreur va venir, quand le juge viendra pour juger tout strictement ! (…) La Mort sera saisie de stupeur, comme la Nature, quand ressuscitera la créature, pour comparaître devant le juge. (…) Donc quand le juge siègera, tout ce qui est caché apparaîtra, rien ne restera impuni.»

## Defiant Requiem
En avril 2005, en mémoire de Schächter, le chef d’orchestre américain Murry Sidlin réalise le documentaire Defiant Requiem, version française Requiem pour la vie (Partisan pictures & Defiant Requiem Foundation) : « Je dois raconter l’histoire d’un héros inconnu : Rafael Schächter, qui fut un chef d’orchestre passionné, un homme qui prit des risques et qui s'efforça de servir l’humanité par la musique ».
Dans le document de Sidlin s’expriment Edgar et Hana Krása, Marianka Zadikow-May, Zdenka Fantlová, Vera Schiff, Felix Kolmer, Jan & Eva Roček, rescapés du chœur de Schächter.

## Hommage
En hommage à Rafael Schächter et aux victimes du nazisme, et contre toute forme de discrimination, l’INSPÉ (Institut national supérieur du professorat et de l’éducation) de l’académie de Paris propose le 28 octobre 2022 une représentation du Requiem de Verdi dans la version montée à Theresienstadt. Ce concert, en partenariat avec la Faculté des Lettres Sorbonne-Université et l’Association du Mémorial de la Shoah, est interprété par les Chœurs de Paris, accompagnés de quatre chanteurs solistes, un pianiste et un récitant qui lit des extraits du roman Le Requiem de Terezín écrit en 1963 par Josef Bor.